# 정명선
정명선(鄭明善, 1517년~1566년)은 조선 중기의 문신으로 간성군수(杆城郡守), 한성부 서윤을 역임했다. 자는 성지(誠之)이다. 임진왜란 초기 전투에 일본군의 기습공격을 받고 전사한 정발의 아버지이다.
그의 선조는 고려 왕조 때 군기감윤(軍器監尹)을 지낸 정진후(鄭珍厚)의 후손으로 그 뒤 고려말, 조선 초 태조 이성계의 인척이기도 한 정희계(鄭熙啓)가 조선의 개국공신으로 의정부찬성사(議政府贊成事)와 좌의정을 지내고 계림부원군(鷄林府院君)을 지냈는데 정희계는 그의 고조부이다. 증조부 정지례(鄭之禮)는 한성부 판윤(漢城府判尹)을 지냈으며, 할아버지 정수덕의 묘를 연천에 쓰게 되면서 경기도 연천에 정착하였다. 정수덕의 아들은 행영유현령(行永柔縣令)과 군수를 지낸 정세호(鄭世豪)와 돈녕부도정을 지낸 정세현(鄭世賢)이 있었다.
그는 원래 정세현의 아들이었는데 후사가 없는 큰아버지 정세호의 양자가 되었다. 부인 함열 남궁씨는 관찰사(觀察使) 남궁숙(南宮淑)의 딸이다.
1534년(중종 29) 진사시(進士試)에 입격하고 이후 음서로 관직에 올라 세자익위사세마(世子翊衛司洗馬)를 거쳐 여러 관직을 지내고 통정대부(通政大夫)로 행한성부서윤(漢城府庶尹), 간성군수(杆城郡守)를 역임하였다.

## 가족 관계
- 증조부 정지례
- 조부 정수덕 (석성현감)
- 친부 정세현 (돈녕부 도정都正)
- 양부 정세호 (삭녕군수)
- 부인 함열 남궁씨
- 아들 정탁
- 아들 정발
- 아들 정각
- 손자 정호 (정탁의 아들)
- 손자 정흔 (정발의 아들)
- 손자 정순 (정각의 아들)
- 사위 운흥정(雲興正, 전주이씨 父 의원군 조부 완원군 증조부 성종)
- 사위 이경청
- 사위 윤급
- 사위 정문형 (해주정씨)

## 같이 보기
- 정발
- 박진
- 정효상
- 정희계